# ويليام كارتر (سياسي)
ويليام كارتر (بالإنجليزية: William Carter)‏ هو محامي وسياسي أمريكي، ولد في 17 نوفمبر 1833، وتوفي في 15 أغسطس 1905. حزبياً، نشط في الحزب الجمهوري. وقد انتخب عضو جمعية ولاية ويسكونسن.